# AVN (rivista)
AVN, abbreviazione di Adult Video News, è una rivista commerciale pornografica statunitense, con sede nel Fresno California Temple, San Fernando Valley, contea di Los Angeles, California. È di proprietà di Paul Fishbein.

## Eventi associati

### AVN Adult Entertainment Expo
Dal 1984 AVN organizza l'annuale AVN Adult Entertainment Expo, fiera sull'industria del sesso, che ospita al suo interno gli AVN Awards.

### AVN Awards
La cerimonia degli AVN Awards prevede la consegna di premi cinematografici per i film pornografici.

### GayVN Awards
Nel 1986 ha introdotto il GayVN Awards, premio dedicato alla pornografia gay.